# Rufius Valerius Messalla (préfet de Rome)
 (novembre 2019).
Si vous disposez d'ouvrages ou d'articles de référence ou si vous connaissez des sites web de qualité traitant du thème abordé ici, merci de compléter l'article en donnant les références utiles à sa vérifiabilité et en les liant à la section « Notes et références ».
Rufius Valerius Messalla (fl. aut. 470) était un homme politique de l'Empire romain.

## Biographie
Fils de Rufius Postumius Festus et de sa femme Hadriana.
Il fut préfet de l'urbe de Rome autour 470.